# Gavilanes (kommunhuvudort)
Gavilanes är en kommunhuvudort i Spanien.   Den ligger i provinsen Provincia de Ávila och regionen Kastilien och Leon, i den centrala delen av landet, 100 km väster om huvudstaden Madrid. Gavilanes ligger 685 meter över havet och antalet invånare är 686.
Terrängen runt Gavilanes är varierad. Runt Gavilanes är det glesbefolkat, med 18 invånare per kvadratkilometer. Närmaste större samhälle är Piedralaves, 13,7 km öster om Gavilanes. 